# Neckarwestheim
Neckarwestheim – miejscowość i gmina w Niemczech, w kraju związkowym Badenia-Wirtembergia, w rejencji Stuttgart, w regionie Heilbronn-Franken, w powiecie Heilbronn, wchodzi w skład wspólnoty administracyjnej Lauffen am Neckar. Leży nad Neckarem, ok. 10 km na południe od Heilbronn.
Miejscowość dała nazwę elektrowni jądrowej Neckarwestheim, która została wyłączona jako jedna z trzech ostatnich w Niemczech 15 kwietnia 2023.

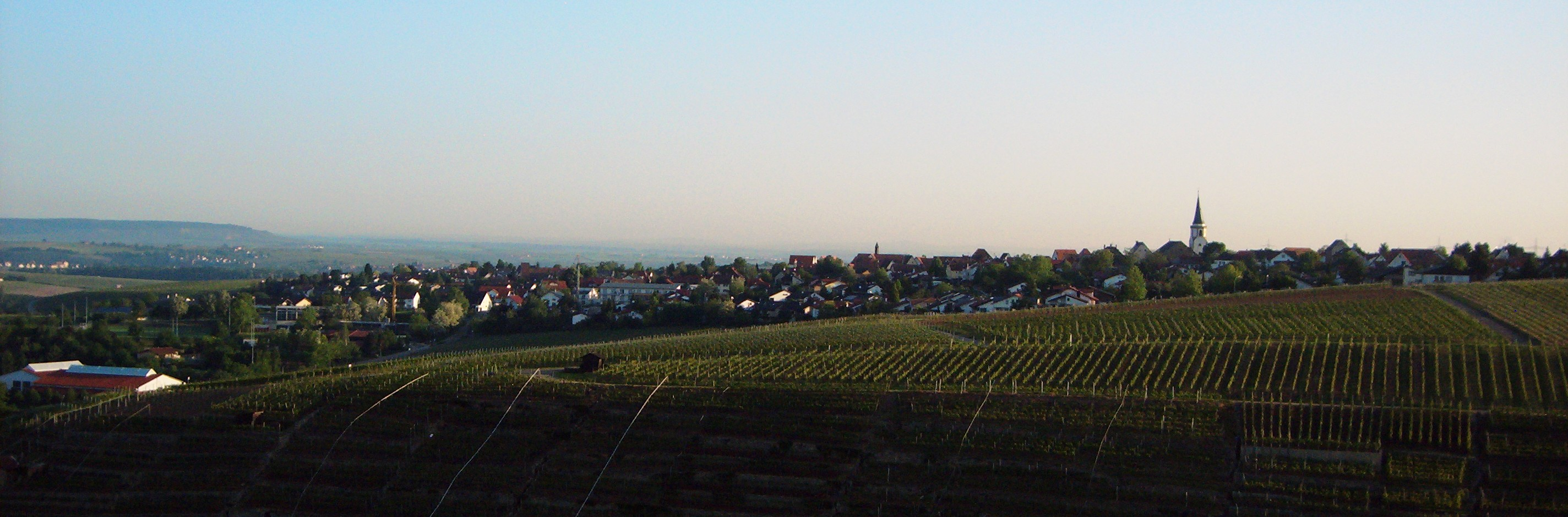
Panorama gminy